# Somalische bijeneter
De Somalische bijeneter (Merops revoilii) is een vogel uit de familie Meropidae (bijeneters). Deze vogel is genoemd naar de Franse natuuronderzoeker Révoil (1852-1894) die in de jaren 1878-1880 onderzoek heeft gedaan in Somalië.

## Kenmerken
Het is een kleine soort bijeneter van 17 cm lengte. Het leefgebied bestaat uit droog, woestijnachtig terrein waarin de soort plaatselijk algemeen voorkomt. De vogel broedt in zand- en rotswanden langs wegen en in waterputten.

## Verspreiding en leefgebied
Deze soort komt voor in oostelijk Ethiopië en van Somalië tot oostelijk Kenia.

## Status
De Somalische bijeneter heeft een groot verspreidingsgebied en daardoor is de kans op de status  kwetsbaar (voor uitsterven) gering. De grootte van de populatie is niet gekwantificeerd en neemt waarschijnlijk toe. Om deze redenen staat deze bijeneter als niet bedreigd op de Rode Lijst van de IUCN.